# لورينزو موردوك
لورينزو موردوك (بالإنجليزية: Lorenzo Murdock)‏ هو دراج جامايكي، ولد في 2 فبراير 1961.

## وصلات خارجية
- لورينزو موردوك على موقع إحصائيات الدراجات الإحترافية (الإنجليزية)
- لورينزو موردوك على موقع أوليمبيديا (الإنجليزية)